# Jacob Rees-Mogg

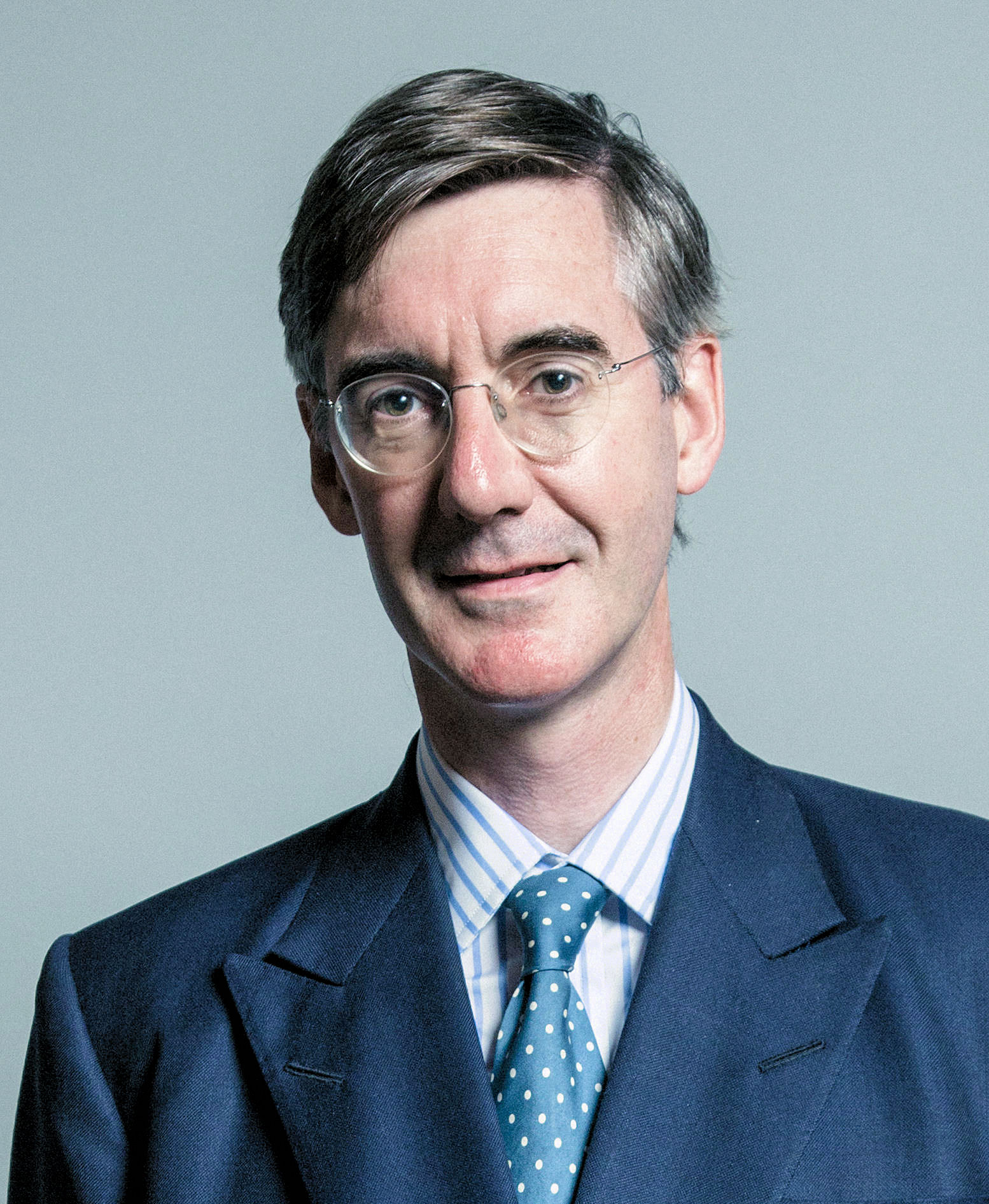
Jacob Rees-Mogg (2017)

Sir Jacob William Rees-Mogg PC (* 24. Mai 1969 in Hammersmith, London) ist ein britischer Politiker und Mitglied der Konservativen Partei. Von 2010 bis 2024 gehörte er dem House of Commons an, wo er den Wahlkreis North East Somerset vertrat. Vom 24. Juli 2019 bis 8. Februar 2022 war er im ersten und zweiten Kabinett von Boris Johnson Lord President of the Council und außerdem Leader of the House of Commons. Zwischen dem 8. Februar 2022 bis 6. September 2022 war er Staatssekretär für den Brexit und Verwaltungseffizienz (Minister for Brexit opportunities and government efficiency). Vom 6. September 2022 bis 25. Oktober 2022 war er Wirtschaftsminister (Secretary of State for Business, Energy and Industrial Strategy) im Kabinett Truss. Er trat für einen „harten Brexit“ ein. Bei den Wahlen im Juli 2024 verlor er seinen Parlamentssitz.
Rees-Mogg wird in der Öffentlichkeit sehr kontrovers beurteilt. Einerseits verkörpert er mit seiner Kleidung, Sprache und seinem Stil das Bild des altmodisch-britischen Gentlemans, was ihm den Status einer konservativen Ikone und eine große Fangemeinde bescherte. Andererseits hat er bei seinen liberalen und linken Gegnern den Ruf eines illiberalen, traditionalistischen Katholiken, der ultra-konservative, reaktionäre Positionen vertrete.

## Leben

### Herkunft
Rees-Mogg ist der Sohn von William Rees-Mogg. Sein Vater war langjähriger Herausgeber der Tageszeitung The Times und wurde 1988 als Baron Rees-Mogg zum Life Peer erhoben und dadurch Mitglied des House of Lords. Seine Schwester Annunziata Rees-Mogg ist Politikerin und war Abgeordnete der Brexit Party im Europaparlament von 2019 bis 2020.

### Ausbildung und Beruf
Nach seiner Ausbildung am Eton College und am Trinity College der Universität Oxford, wo er einen Abschluss in Geschichte machte, wurde er 1991 Vermögensverwalter als (Mit-)Gründer von Somerset Capital Management LLP in der City of London. Nach Eintritt in das Britische Kabinett hat er sich nach eigenen Angaben aus allen aktiven Tätigkeiten bei Somerset Capital Management LLP zurückgezogen.

### Politische Laufbahn
1997 war er erfolglos Parlamentskandidat in Fife (Schottland), 2001 in Shropshire. 2010 wurde er erstmals im Wahlkreis North East Somerset in das Unterhaus gewählt. Den Wahlkreis konnte er bei den folgenden Wahlen 2015, 2017 und 2019 erneut gewinnen. Er schloss sich einer ultrakonservativen Parlamentariergruppe an, opponierte gegen Gesetzesinitiativen wie die Reform des House of Lords oder die Zulassung der gleichgeschlechtlichen Ehe und wurde bekannt für seine Filibusterreden. Beim EU-Mitgliedschaftsreferendum im Vereinigten Königreich 2016 war er einer der vehementesten Wahlkampfredner für den Austritt und zog große Zuhörermengen an. Während seiner Zeit als Unterhausabgeordneter war er Mitglied verschiedener Parlamentsausschüsse, so z. B des Finanzausschusses von 2015 bis 2017 und des Ausschusses zum künftigen Verhältnis zur Europäischen Union 2017 bis 2019.
Nach dem Rücktritt von Premierministerin Theresa May, deren Brexit-Kurs er kritisierte, wurde Rees-Mogg durch Mays Nachfolger und Brexit-Mitstreiter Boris Johnson als Lord President of the Council und Leader of the House of Commons ins britische Kabinett berufen. Eine seiner ersten Amtshandlungen war die Verordnung eines neuen Stil-Katalogs für die Mitarbeiter seines Büros, nach dem künftig bestimmte Worte nicht mehr zu benutzen seien. Dazu zählen unter anderem Wörter wie got, due to, unacceptable, equal, hopefully, disappointment. Männliche Parlamentsmitglieder, die nicht Mitglieder des Privy Council sind, sollen künftig als „Esquire“ angesprochen werden, außerdem soll das angloamerikanische Maßsystem (imperial units) anstelle des metrischen Einheitensystems verwendet werden. Bereits 2012 sorgte Rees-Mogg mit seiner Rhetorik für Aufsehen, als er im Zuge einer Debatte im Unterhaus das Wort floccinaucinihilipilification (engl. für Geringschätzung) verwendete.
Am Vormittag des 28. August 2019 reiste Jacob Rees-Mogg nach Schloss Balmoral in Schottland, um Königin Elisabeth II. im Auftrag von Boris Johnson um ihre Zustimmung zur Suspendierung (Prorogation) des britischen Parlaments zu bitten. Nach einer spontan anberaumten Sitzung ihres Geheimrates, der durch drei von Rees-Mogg angeführte konservative Mitglieder vertreten war, erteilte die Königin dem Premierminister ihre Einwilligung zu der umstrittenen Maßnahme, mit der Johnson das Parlament daran hindern wollte, ein Gesetz gegen den sogenannten „harten Brexit“ zu erlassen. Beobachter bewerten diese Reise von Jacob Rees-Mogg als die bislang heikelste Mission seines politischen Lebens.
Am 3. September 2019 fiel er weltweit dadurch auf, dass er sich während der entscheidenden Unterhaussitzung vor der Zwangspause einige Zeit über mehrere Sitzplätze hinlegte und dazu wiederholt die Augen schloss, um sein Desinteresse an der Parlamentsdebatte zu demonstrieren. Politische Gegner verpassten ihm den Spitznamen Lord Snooty (etwa: Lord Hochnase).
Vom 24. Juli 2019 bis zum 8. Februar 2022 war Rees-Mogg Kabinettsmitglied als Lord President of the Council und Leader of the House of Commons. Danach war er zwischen dem 8. Februar 2022 und 6. September 2022 Staatssekretär für den Brexit (Minister for Brexit Opportunities and Government efficiency) im Kabinett Boris Johnson II und anschließend Wirtschaftsminister von 6. September 2022 bis 25. Oktober 2022 im Kabinett Truss.
Im Rahmen der Resignation Honours beim Rücktritt des ehemaligen Premierministers Boris Johnson wurde Jacob Rees-Mogg 2023 als Knight Bachelor geadelt und führt seither das Prädikat Sir.
Bei der Britischen Unterhauswahl 2024 am 4. Juli verlor Rees-Mogg sein Mandat im Wahlkreis North East Somerset and Hanham an den Labour-Kandidaten Dan Norris.

### Privates

Wappen von Rees-Moggs Familie

Der Katholik Rees-Mogg steht dem katholischen Traditionalismus nahe und ist erklärter Anhänger der „alten Messe“ im Tridentinischen Ritus. In einem Interview mit dem Catholic Herald äußerte er seinen großen Respekt vor Papst Pius IX. und dessen klaren Standpunkten im Syllabus errorum. Außerdem sei Papst Benedikt XVI. ein „wunderbar inspirierender Papst für die Kirche sowohl als Kardinal, als auch als Heiliger Vater“ gewesen.
Rees-Mogg ist Multimillionär. Er erwarb ein Haus nahe der Westminster Abbey in London sowie ein elisabethanisches Landhaus in Somerset. Die Familie Rees-Mogg gehörte in Somerset, wo auch sein Wahlkreis liegt, zum höheren Mittelstand, seitdem der aus Wales stammende Pastor John Rees (1772–1835) Mary Mogg Wooldrige (1774–1846), die Erbin des dortigen Gutes Cholwell, geheiratet hatte; John Rees war Hofkaplan des Duke of Cumberland and Teviotdale, der später König von Hannover wurde.
Im Januar 2007 heiratete Rees-Mogg in der Kathedrale von Canterbury Helena de Chair, Tochter des konservativen Unterhaus-Abgeordneten Somerset de Chair (1911–1995) und der Lady Juliet Wentworth-Fitzwilliam. Seine Frau ist die einzige Tochter ihrer 1935 geborenen Mutter und diese wiederum Alleinerbin ihres Vaters Peter Wentworth-Fitzwilliam, 8. Earl Fitzwilliam (1910–1948), und dadurch Erbin bedeutender Ländereien und einer hochkarätigen Kunstsammlung. Das Ehepaar Rees-Mogg hat eine Tochter und fünf Söhne.

## Politische Positionen
Rees-Mogg wird nachgesagt, reaktionäre, antiliberale Positionen mit großer Härte und geringer Kompromissbereitschaft zu vertreten. Er ist u. a. als „Leugner der menschengemachten Klimaveränderung“, radikaler Abtreibungsgegner auch im Falle von Vergewaltigung oder Inzest, und als Gegner der gleichgeschlechtlichen Ehe und der Entwicklungszusammenarbeit in Erscheinung getreten.
Rees-Mogg war zudem in den Jahren vor und während der Kampagne vor dem Referendum über die weitere EU-Mitgliedschaft des Vereinigten Königreichs am 23. Juni 2016 einer der bekanntesten Verfechter des „Brexits“ und somit Gegner David Camerons. Obwohl Rees-Mogg einen „harten Brexit“, also einen Austritt ohne vertragliche Einigung befürwortete, unterstützte er ab dem 29. März 2019 den von Theresa May mit der EU ausgehandelten Vertrag. Als May nach dem Referendum zur Premierministerin gewählt wurde, gehörte er zu ihren innerparteilichen Kritikern. Als die Premierministerin am 14. November 2018 der Öffentlichkeit den Entwurf eines EU-Austrittsabkommens vorlegte, rief Rees-Mogg noch am selben Tag zu einem Misstrauensvotum gegen sie auf. Am 20. November 2018 forderte er in einer öffentlichen Rede seine konservativen Parteikollegen auf, Theresa May jetzt abzusetzen. Andernfalls bestünde die Aussicht, dass die Konservativen mit May an der Spitze in die Unterhauswahl 2022 zögen. Auf Kritik stieß die Entscheidung des „Brexit-Bannerträgers“, zwei Fonds seiner Firma Somerset Capital Management nicht in London aufzulegen, sondern in Dublin, innerhalb des Euro-Raums. Scharfe Kritik an ihm übte der konservative Abgeordnete Nicholas Soames.

## Moggmentum

Logo der Moggmentum-Kampagne

Anhänger des Politikers begannen sich ab Mai 2017 auf Social-Media-Seiten unter dem Schlagwort Moggmentum zu organisieren. Alternativ wird auch das Wort Moggmania verwendet. Diese Erscheinungen führten in den britischen Medien zu einer beträchtlichen Berichterstattung. Nachdem Rees-Mogg sich im Zuge einer Debatte über die Thronrede von Elisabeth II. mit Jeremy Corbyn einen verbalen Schlagabtausch lieferte, begann der Hashtag erneut große Popularität zu generieren. Viele dieser beteiligten User stellen sich hinter die Idee, dass Rees-Mogg Premierminister des Vereinigten Königreichs werden sollte. Entsprechende Petitionen wurden ebenso eingerichtet.
Ab August 2017 wurde die Kampagne auch international rezipiert. Zum Teil wird die Art der Organisation und ihre rasante Entwicklung mit der Entstehung der amerikanischen Tea-Party-Bewegung verglichen, vor allem aus dem Grund, dass Rees-Mogg sich mit Stephen Bannon zu einer politischen Diskussion traf.